# Буровой раствор
Буровой раствор — сложная многокомпонентная дисперсная система суспензионных, эмульсионных и аэрированных жидкостей, применяемых для промывки скважин в процессе бурения.
Использование буровых растворов для бурения скважин предложено впервые в 1833 году французским инженером Фовеллем, который, наблюдая операцию канатного бурения, при которой аппарат бурения наткнулся на воду, заметил, что фонтанирующая вода очень эффективно удаляет буровой шлам из скважины. Он изобрёл аппарат, в котором предполагалось закачивать воду под буровую штангу, откуда буровой шлам вымывался водой на поверхность между буровой штангой и стволом скважины. Принцип остался неизменным до сих пор.

## Назначение буровых растворов
- компенсирует пластовое давление;
- формирует фильтрационную корку на стенках скважины, укрепляя таким образом неустойчивые отложения. Уменьшает воздействие фильтрата бурового раствора на породы разобщением разбуриваемых пластов и открытого ствола;
- транспортирует выбуренную породу из скважины и удерживает её во взвешенном состоянии после прекращения циркуляции;
- передаёт гидравлическую энергию на забойный двигатель и долото;
- предупреждает осыпи, обвалы и др.;
- обеспечивает качественное вскрытие продуктивных пластов;
- обеспечивает смазывающее и антикоррозионное действие на буровой инструмент;
- охлаждает и смазывает долото;
- предотвращает возможность возникновения осложнений при бурении (дифференциальный прихват, поглощения, нефтегазопроявления и т. п.);
- обеспечивает информацией о геологическом разрезе.

## Состав буровых растворов
В практике бурения применяют буровые растворы на водной (техническая вода, растворы солей и гидрогеля, полимерные, полимер-глинистые и глинистые растворы, прямые эмульсии), углеводородной (известково-битумный раствор, инвертная эмульсия) и аэрированных основах.
При бурении в хемогенных отложениях применяют соленасыщенные глинистые растворы, гидрогели, в случае возможного осыпания и оползней стенок скважины — ингибированные растворы, при воздействии высоких температур — термостойкие глинистые растворы и растворы на углеводородной основе, которые эффективны также при вскрытии продуктивных пластов и при разбуривании терригенных и хемогенных неустойчивых пород.
При бурении в условиях, характеризующихся аномально высокими давлениями, применяют утяжеленные буровые растворы, в неосложненных условиях — техническую воду, полимерные безглинистые и полимер-глинистые растворы с низким содержанием твердой фазы.

### Свойства и их регулирование
Эффективность применения буровых растворов зависит от их свойств, к которым относятся плотность, вязкость, водоотдача, статическое напряжение сдвига, структурная однородность, содержание газов, песка; тиксотропия, содержание ионов Na, K, Mg.
Водоотдача бурового раствора характеризуется объёмом фильтрата (от 2 до 10 см³), отделившегося от раствора через стандартную фильтровальную поверхность при перепаде давления ~ 100 кПа в течение 30 мин. Толщина осадка на фильтре (фильтрационная корка), которая образуется при определении водоотдачи, изменяется в пределах 1-5 мм.
Содержание твёрдой фазы в буровом растворе характеризует концентрацию глины (3—15 %) и утяжелителя (20—60 %). Для обеспечения эффективности бурения (в зависимости от конкретных геолого-технических условий) свойства бурового раствора регулируют изменением соотношения содержания дисперсной фазы и дисперсионной среды и введением в них специальных материалов и химических реагентов. Для предупреждения водонефтегазопроявлений при аномально высоких пластовых давлениях увеличивают плотность бурового раствора путём введения специальных утяжелителей (например, мелом до 1500 кг/м³, баритом и гематитом до 2500 кг/м³ и более) или уменьшают её до 1000 кг/м³ за счёт аэрации бурового раствора или добавления к нему пенообразователей (сульфанола, лигносульфоната). Содержание твёрдой фазы бурового раствора регулируется трёхступенчатой системой очистки на вибрационных ситах; газообразные агенты отделяют в дегазаторе. Кроме того, для регулирования содержания твёрдой фазы в раствор вводят селективные флокулянты.
Особый класс реагентов применяют при регулировании свойств растворов на углеводородной основе. К ним относятся эмульгаторы (мыла жирных кислот, эмультал и другие), гидрофобизаторы (сульфанол, четвертичные амины, кремнийорганические соединения), понизитель фильтрации (органогуматы).
Готовят буровые растворы непосредственно перед бурением и в его процессе.

### Сырьё
Для приготовления буровых растворов используются тонкодисперсные, пластические глины с минимальным содержанием песка, способные образовывать с водой вязкую, долго не оседающую суспензию. Лучшие свойства имеют существенно щелочные (натрий) разновидности монтморилонитовых (бентонитовых глин), глинопорошки, которые применяются главным образом при бурении нефтяных и газовых скважин и для приготовления глинистых растворов с низкой плотностью.
Вредными примесями в глинах, ухудшающими стабильность глинистых растворов, являются гипс, растворимые соли, известняк.
Согласно техническим условиям (ТУ У 39-688-81) основным показателем качества глинистого сырья и глинопорошков, предназначенных для приготовления буровых растворов, является выход раствора — количество кубометров раствора (взвеси) заданной вязкости, получаемого из 1 т глинистого сырья. Кроме того, регламентируются плотность раствора и содержание песка.

## Обращение бурового раствора в скважине
Большинство буровых растворов при буровых операциях циркулирует по следующему циклу:
1. Буровой раствор замешивается и хранится в специальных ёмкостях.
2. Буровой насос перекачивает буровой раствор из ёмкости через колонну бурильных труб в скважину.
3. Буровой раствор по трубам доходит до забоя скважины, где буровое долото разбуривает породу.
4. Затем буровой раствор начинает возвращаться на поверхность, вынося при этом частицы породы (шлам), которые были отделены долотом.
5. Буровой раствор поднимается по затрубу — кольцевому пространству между стенками скважины и бурильной трубой.
6. На поверхности буровой раствор проходит через линию возврата — трубу, которая ведёт к вибрационному ситу.

Сито состоит из ряда вибрирующих металлических ситовых панелей, которые используются для отделения раствора от шлама. Раствор протекает через ситовую панель и возвращается в отстойник.
Частицы шлама попадают в жёлоб для удаления. Перед выбросом они могут быть очищены, исходя из экологических и других соображений. Некоторые частицы шлама отбираются геологами для исследований состояния внутри скважины.

## Разновидности
Раствор буровой лигнитовый щелочной — буровой раствор, в который вводят определенное количество лигнитов, имеющих щелочной характер.
Раствор известково-битумный — буровой раствор на нефтяной основе, дисперсионной средой которого является дизельное топливо или нефть, а дисперсной фазой — высокоокисленный битум, оксид кальция, барит и небольшое количество воды, необходимой для гашения извести.
Раствор облегчённый — буровой раствор, уменьшенный в весе, облегчённый, который имеет меньшую плотность. Т. о. применяется для бурения и глушения скважин в пластах с низким пластовым давлением.
Раствор полимерный — буровой раствор на водной основе, который содержит высокомолекулярные полимеры линейного строения; применяется обычно при бурении крепких пород.